# Сукмане
Сукмане (пол. Sukmanie) — село в Польщі, у гміні Войнич Тарновського повіту Малопольського воєводства.
Населення — 465 осіб (2011).
У 1975-1998 роках село належало до Тарновського воєводства.

## Демографія
Демографічна структура станом на 31 березня 2011 року:
|          | Загалом | Допрацездатний вік | Працездатний вік | Постпрацездатний вік |
| -------- | ------- | ------------------ | ---------------- | -------------------- |
| Чоловіки | 240     | 64                 | 159              | 17                   |
| Жінки    | 225     | 52                 | 132              | 41                   |
| Разом    | 465     | 116                | 291              | 58                   |